# Ayako Kitamoto
Ayako Kitamoto (北本 綾子, Kitamoto Ayako), née le 22 juin 1983, est une joueuse internationale de football japonaise.

## Biographie
Le 6 juin 2004, elle fait ses débuts dans l'équipe nationale japonaise contre les États-Unis. Elle compte 17 sélections et 4 buts en équipe nationale du Japon de 2004 à 2010.

## Statistiques
Le tableau ci-dessous présente les statistiques de Ayako Kitamoto en équipe nationale
| Équipe du Japon | Équipe du Japon | Équipe du Japon |
| Année           | Matchs          | Buts            |
| --------------- | --------------- | --------------- |
| 2004            | 2               | 3               |
| 2005            | 4               | 0               |
| 2006            | 0               | 0               |
| 2007            | 1               | 0               |
| 2008            | 2               | 0               |
| 2009            | 3               | 0               |
| 2010            | 5               | 1               |
| Total           | 17              | 4               |

## Palmarès
- Troisième de la Coupe d'Asie 2008